# 黒田昌義
黒田 昌義（くろだ まさよし、1966年〈昭和41年〉4月10日 - ）は、日本の建設・国土交通官僚。

## 来歴
愛知県名古屋市出身。愛知県立旭丘高等学校を経て、1991年（平成3年）、一橋大学経済学部を卒業。同年建設省に入省。入省後、奈良県土木部都市計画課長、都市・地域整備局まちづくり推進課課長補佐、同局まちづくり推進課まちづくり企画調整官、国土交通省大臣官房総務課課長補佐、住宅局総務課企画官、国土交通省大臣官房広報課広報企画官、内閣官房内閣参事官（内閣総務官室）、道路局総務課高速道路経営管理室長などを歴任。
2014年（平成26年）4月1日、名古屋市住宅都市局長に就任。名古屋市が国家公務員を局長に起用する初の事例となり、在任中、名古屋市のまちづくりを指揮し、名古屋駅周辺や栄の再開発を推進した。
2017年（平成29年）7月7日、内閣府政策統括官（防災担当）付参事官（総括担当）に就任。在任中、九州北部豪雨の対策にあたった。
2020年（令和2年）7月1日、国土交通省大臣官房審議官（住宅局担当）に就任。
2021年（令和3年）7月1日、内閣官房内閣審議官（内閣官房副長官補付）兼同まち・ひと・しごと創生本部事務局次長兼同観光戦略実行推進室審議官兼内閣府地方創生推進事務局審議官に就任。
2023年（令和5年）8月16日、国土政策局長に就任。
2025年（令和7年）7月1日、国土交通省大臣官房長に就任。

#### リスト
1. ↑  [8][9][10][11][12][13][14]